# Louis King
Pour les articles homonymes, voir Louis King (basket-ball) et King.
Louis King est un acteur et réalisateur américain, né le 28 juin 1898 à Christiansburg (Virginie), et mort le 7 septembre 1962 à Los Angeles (Californie).

## Biographie
Louis King était le frère du réalisateur Henry King.

## Filmographie partielle
- 1920 : The Valley of Tomorrow d'Emmett J. Flynn
- 1923 : The Printer's Devil de William Beaudine
- 1923 : Let's Go de William K. Howard
- 1928 : The Fightin' Redhead (en)
- 1928 : Orphan of the Sage
- 1930 : The Lone Rider
- 1930 : Shadow Ranch
- 1930 : Men Without Law
- 1931 : Desert Vengeance
- 1931 : The Fighting Sheriff
- 1931 : Border Law
- 1931 : Qui est coupable ?  (The Deceiver)
- 1932 : The Crooked Road
- 1932 : Police Court
- 1932 : The County Fair
- 1932 : Arm of the Law
- 1932 : Drifting
- 1932 : Robbers' Roost
- 1933 : Life in the Raw
- 1933 : Una Viuda romántica (The Romantic Widow)
- 1934 : La Môme Mona (Pursued)
- 1934 : Murder in Trinidad
- 1935 : Charlie Chan en Égypte (Charlie Chan in Egypt)
- 1937 : Wine, Women and Horses
- 1937 : Le Triomphe de Bulldog Drummond (Bulldog Drummond Comes Back)
- 1937 : La Revanche de Bulldog Drummond (Bulldog Drummond's Revenge)
- 1938 : Tom Sawyer détective (Tom Sawyer, Detective)
- 1938 : Bulldog Drummond's Peril
- 1938 : Trafic illégal (Illegal Traffic)
- 1939 : Le Parfum de la dame traquée (Persons in Hiding)
- 1940 : Seventeen
- 1940 : Typhon (Typhoon)
- 1940 : Nuits birmanes (Moon Over Burma)
- 1942 : Young America
- 1944 : Ladies of Washington
- 1945 : Jupiter (Thunderhead - Son of Flicka)
- 1946 : Smoky
- 1947 : Tonnerre dans la vallée (Thunder in the Valley)
- 1948 : Alerte au ranch (Green Grass of Wyoming)
- 1950 : La Femme sans loi (Frenchie)
- 1952 : Le Lion et le Cheval (en) (The Lion and the House)
- 1953 : La Rivière de la poudre (Powder River)
- 1953 : Les Corsaires de l'espace (Sabre Jet)
- 1954 : Mission périlleuse (Dangerous Mission)
- 1956 : Massacre
- 1957 : Gunsmoke (série TV)

## Publication en français
- Coincé ! (Cornered, 1958), Série noire no 532, 1959